# Пак (Кот-д’Ор)
Пак (фр. Pasques) — коммуна во Франции, находится в регионе Бургундия. Департамент коммуны — Кот-д’Ор. Входит в состав кантона Дижон 5-й кантон. Округ коммуны — Дижон.
Код INSEE коммуны — 21478.

## Население
Население коммуны на 2010 год составляло 295 человек.
| 1962 | 1968 | 1975 | 1982 | 1990 | 1999 | 2010 |
| ---- | ---- | ---- | ---- | ---- | ---- | ---- |
| 117  | 113  | 138  | 209  | 285  | 266  | 295  |

## Экономика
В 2010 году среди 205 человек трудоспособного возраста (15—64 лет) 147 были экономически активными, 58 — неактивными (показатель активности — 71,7 %, в 1999 году было 73,3 %). Из 147 активных жителей работали 141 человек (77 мужчин и 64 женщины), безработных было 6 (3 мужчин и 3 женщины). Среди 58 неактивных 18 человек были учениками или студентами, 27 — пенсионерами, 13 были неактивными по другим причинам.